# Serhetabat
Serhetabat (abans Guşgy en turkmen i Ку́шка [Kuxka] en rus; antigament Panjeh o Panjih) és una població de la província de Mary al Turkmenistan, a la vall del riu Kushka. El 1991 consta amb una població de 5.200 habitants.
La zona fou annexionada a Rússia com a resultat de l'incident de Panjeh i la batalla de Kushka (30 de maig de 1885) i pertanyia abans a l'Afganistan. L'establiment fou fundat el 1890 com a posició militar russa fronterera. Un ferrocarril procedent de Merv hi va arribar l'1 de març de 1901. Modernament la línia fou estesa cap a l'Afganistan.
La població de Kushka era considerada la més al sud de l'Imperi Rus i després de la Unió Soviètica. Una creu de 10 metres col·locada el 1913 commemora aquest fet.